# St. Ignatius (Frankfurt am Main)

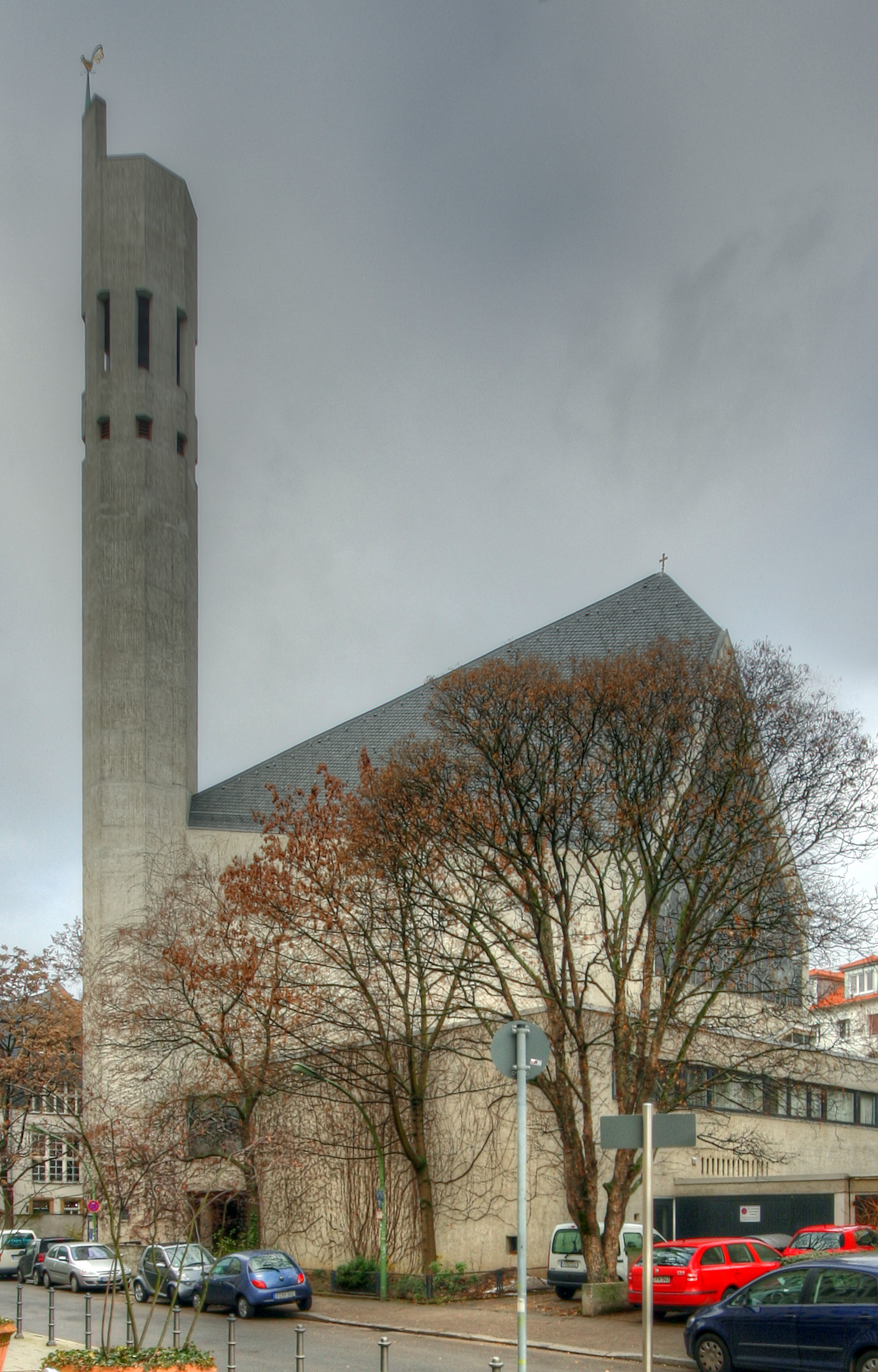
Die St.-Ignatius-Kirche von Osten

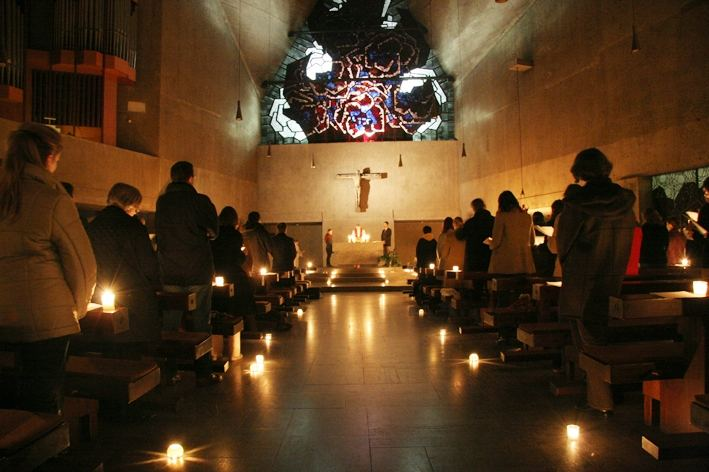
Ein Adventsgottesdienst in St. Ignatius

St. Ignatius ist eine römisch-katholische Kirche in Frankfurt am Main. Die 1964 geweihte heutige Kirche ist ein Werk des bedeutenden Kirchenbaumeisters Gottfried Böhm. Ursprünglich Pfarrkirche der seit 1930 bestehenden Gemeinde St. Ignatius, ist die Ignatiuskirche nach der Fusion der katholischen Innenstadtgemeinden seit 2014 eine Rektoratskirche der neuen Dompfarrei St. Bartholomäus.

## Lage
Die Ignatiuskirche steht im Gärtnerweg im Stadtteil Westend in einem Wohngebiet zwischen Leerbachstraße und Reuterweg, nahe dem Rothschildpark. Gegenüber liegt der Gebäudekomplex Frankfurter Welle, bis 1994 Sitz der Metallgesellschaft.

## Geschichte
1919 gründeten Jesuiten auf Veranlassung des damaligen Bischofs von Limburg, Augustinus Kilian, eine erste Ordensniederlassung im traditionell lutherischen Frankfurt. 1926 folgte die Gründung der Hochschule Sankt Georgen. Am 30. März 1930 entstand schließlich auch eine neue Pfarrgemeinde, die von Jesuiten betreut wurde. Aus Teilen der bisherigen Gemeinden St. Antonius im Westend und St. Bernhard im Nordend wurde die Ignatiusgemeinde gebildet, deren erste Kirche die besonders während der Zeit des Nationalsozialismus symbolhafte Adresse Im Trutz Frankfurt 50 trug. Bis heute ist der Gemeindepfarrer immer ein Jesuit. An der rückseitig der Kirche gelegenen Elsheimerstraße liegt das Ignatiushaus, das seit 2008 nicht nur eine Jesuitenkommunität, sondern auch Pfarrbüros und Veranstaltungsräume der Gemeinde beherbergt.
Die erste Ignatiuskirche wurde bei den Luftangriffen auf Frankfurt am Main im Zweiten Weltkrieg beschädigt und erwies sich zudem als zu klein. Die Metallgesellschaft stellte Anfang der 1960er Jahre ein Trümmergrundstück im Gärtnerweg für einen Kirchenneubau zur Verfügung und erwarb im Gegenzug die alte Kirche, um sie für einen Erweiterungsbau der Tochtergesellschaft Lurgi abzureißen.
Am 1. September 1963 wurde der Grundstein für den von Gottfried Böhm entworfenen Neubau gelegt. Bereits am 19. November 1963 konnte das Richtfest gefeiert werden und am 17. Oktober 1964 wurde die neue Kirche eingeweiht.
Vom 1. September 2007 bis zum 31. Dezember 2013 waren die früheren Gemeinden St. Antonius und St. Ignatius zu einer Pfarrei St. Ignatius und St. Antonius zusammengeschlossen. Ein Schwelbrand am 30. Oktober 2007 machte umfassende Renovierungsarbeiten erforderlich. Deshalb stand die Ignatius-Kirche für Gottesdienste bis Ende November 2009 nicht zur Verfügung. Im Zuge der Bildung von Großpfarreien (Pfarrei neuen Typs) im Bistum Limburg entstand zum 1. Januar 2014 die Großpfarrei Dom St. Bartholomäus, in der die Ignatiuskirche den Status einer Rektoratskirche hat. Zu Kirchenrektoren wurden Priester des Ignatiushauses bestellt.

## Architektur und Ausstattung
Die Kirche ist vollkommen aus Beton erbaut und symbolisiert mit ihrer Zeltform das „wandernde Gottesvolk in der Wüste“. Der Kirchenraum liegt im ersten Stock, rundum getragen von Betonsäulen in Form und Proportion wie der schlanke, achteckige Kirchturm. Von diesem aus faltet sich das Dach in drei unterschiedlich proportionierte Giebel auf. Der Innenraum wird von einem großen dreieckigen Fenster über dem Altar beherrscht, das den Brennenden Dornbusch zeigt. Das umlaufende Fensterband mit seinen Rosenblüten erinnert ebenfalls an den Dornbusch, aber auch an das Motiv des Rosenkranzes. Der Altarraum wird flankiert von zwei niedrigen Seitenkapellen.
Unter dem Kirchenraum befindet sich die Taufkapelle mit einem marmornen Taufbrunnen, so dass der Weg in die Kirche – typisch für Gottfried Böhm – symbolisch durch die Taufe führt.
In Kontrast zu dem nackten Waschbeton, der die Baukonstruktion prägt, stehen die barocken Figuren, mit denen der Innenraum ausgestattet ist. Im Turmaufgang befindet sich eine wahrscheinlich im frühen 17. Jahrhundert im Piemont entstandene Madonna mit dem Kind. Zu Füßen der Madonna liegt ein schlangenähnliches Ungeheuer, dem das Jesuskind auf den Kopf tritt.
Die kleine Pietà in der linken Seitenkapelle ist noch etwas älter. Auch sie stammt aus Oberitalien, vermutlich aus der Gegend von Domodossola.
Die rechte Seitenkapelle, wo sich ursprünglich die Beichtstühle befanden, wird heute als Abendmahlskapelle genutzt. Im März 2000 erwarb die Gemeinde zum siebzigjährigen Jubiläum ein Werk des amerikanischen Künstlers Robert Burke. Die fünf Tafeln mit dem Titel The Last Supper stellen das Gemälde Das Abendmahl von Leonardo da Vinci nach.

## Gemeindeleben
Im Zuge der Neuordnung der katholischen Pfarreien der Innenstadt wurden zum 1. Januar 2014 die Pfarreien Allerheiligen, St. Bernhard, Deutschorden, Liebfrauen sowie St. Ignatius und St. Antonius mit der Pfarrei Dom/St. Leonhard zu einer neuen Großpfarrei Dom St. Bartholomäus zusammengelegt. Die bisherigen Gemeinden sollen als Kirchorte bestehen bleiben und für ein aktives und interessantes Gemeindeleben sorgen. Die leitenden Priester der Ordensgemeinden Deutschorden, Liebfrauen und St. Ignatius werden als Kirchenrektoren und nicht als Pfarrer bezeichnet.
Dem Kirchort St. Ignatius fühlen sich rund 4000 Mitglieder zugehörig. 2014 wurde das 50. Jubiläum der Kirchweih gefeiert.
Die Ignatiuskirche dient außerdem einer philippinischen Gemeinde sowie der katholischen Hochschulgemeinde als Gottesdienststätte.